# Споменик рударима јунацима из НОБ
Споменик рударима јунацима из Народноослободилачке борбе (познат и као Споменик партизанима и рударима и Споменик српским и албанским партизанима) је монументални споменик саграђен 1973. године на брду изнад Косовске Митровице. Подигнут је у част партизана албанске и српске националности са Косова и Метохије који су се борили и погинули на страни Народноослободилачког покрета Југославије између 1941. и 1945. године. Аутор споменика је архитекта Богдан Богдановић.

## Опис
Идеја за изградњу споменика покренута је 1959. године, на дан прославе 20. годишњице великог штрајка рудара Трепче. Споменик чува сећање на локалне партизанске борце српске и албанске националности који су формирали Рударску партизанску чету која је у околици водила борбе против окупационих снага и домаћих сарадника.
Споменик, висок 19 метара, изгледом подсећа на трилит, који се састоји од три елемента: два конусна стуба и структуре налик на корито. Бочне стране корита су првобитно биле обложене бакром, са малим декоративним елементима на сваком од четири угла. За стубове се каже да представљају два народа Косова, а корито њихово јединство током антифашистичке борбе. Друга пак дефиниција каже да споменик изгледом подсећа на вагоне који вуку руду из рудника у топионицу.
Подно споменика је положен већи број бронзаних спомен-плоча, као и два симболична кенотафа: један испред и један иза споменика. Кенотаф испред споменика чине четири бела надгробна камена на које су уписана имена погинулих албанских и српских партизана. Натписи су исписани на албанском и српском, на латиници. Стражњи кенотаф је исти, осим што на њему ништа не пише.
Споменик тренутно није заштићен ниједним законом, али је у више-мање добром стању. Једино је подножје ишарано којекаквим графитима, а већи део бакарних облога на бочним странама корита је с временом отпао због неодржавања и деловања временских неприлика.